# Lake MacDonnell
Lake MacDonnell är en sjö i Australien. Den ligger i delstaten South Australia, omkring 610 kilometer nordväst om delstatshuvudstaden Adelaide. 
Omgivningarna runt Lake MacDonnell är i huvudsak ett öppet busklandskap. Trakten runt Lake MacDonnell är nära nog obefolkad, med mindre än två invånare per kvadratkilometer. Genomsnittlig årsnederbörd är 329 millimeter. Den regnigaste månaden är maj, med i genomsnitt 64 mm nederbörd, och den torraste är oktober, med 6 mm nederbörd.